# Кокуй (Топкинський округ)
Коку́й (рос. Кокуй) — присілок у складі Топкинського округу Кемеровської області, Росія.

## Населення
Населення — 72 особи (2010; 106 у 2002).
Національний склад (станом на 2002 рік):
- росіяни — 83 %